# Al-Shorta (Aden)
al-Shorta ist ein jemenitischer Fußballklub mit Sitz in der Stadt Aden.

## Geschichte
In der Spielzeit 1983/84 wurde die Mannschaft Meister des Südjemens. Nach der Wiedervereinigung spielte man dann in der Saison 1990/91 in der ersten Liga mit, wo man als Gruppensieger auch prompt sich für die Playoffs qualifizierte. Hier unterlag man jedoch im Halbfinale und später auch in den Spielen um den Dritten Platz. Danach hielt man sich noch in der ersten Liga, stieg jedoch nach der Spielzeit 1994/95 ab.
Danach verschwand der Klub erst einmal für viele Jahre in den unteren Spielklassen und verschwand dabei sogar unterhalb der zweiten Liga. Erst nach der Militärinvasion im Jahr 2015, durch die es sowieso keinen richtigen Spielbetrieb gab, nahm das Team in der Saison 2019 am Turnier des 22. Mai teil und qualifizierte sich hier zumindest für das Viertelfinale. Nach einem weiteren Turnier im Jahr 2020, kehrte wieder in die unteren Spielklassen zurück.